# Keita Irumagawa
Keita Irumagawa (入間川 景太 Irumagawa Keita?, nacido el 20 de mayo de 1999 en Fujiyoshida, Yamanashi) es un futbolista japonés que juega como defensa.
En 2017, Irumagawa se unió al Ventforet Kofu de la J1 League. Después de eso, jugó en el AC Nagano Parceiro.

## Trayectoria

### Clubes
| Club               | País  | Año         |
| ------------------ | ----- | ----------- |
| Ventforet Kofu     | Japón | 2017 - 2018 |
| AC Nagano Parceiro | Japón | 2019 -      |

## Estadística de carrera

### J. League
| Club               | Año   | J. League | J. League | Copa J. League | Copa J. League | Total | Total |
| Club               | Año   | Part.     | Goles     | Part.          | Goles          | Part. | Goles |
| ------------------ | ----- | --------- | --------- | -------------- | -------------- | ----- | ----- |
| Ventforet Kofu     | 2017  | 0         | 0         | 5              | 0              | 5     | 0     |
| Ventforet Kofu     | 2018  | 0         | 0         | -              | -              | 0     | 0     |
| AC Nagano Parceiro | 2019  | 1         | 0         | -              | -              | 1     | 0     |
| Total              | Total | 1         | 0         | 5              | 0              | 6     | 0     |